# Ford Festiva
El Ford Festiva es un automóvil compacto que fue comercializado por la Ford Motor Company entre 1986 y 2002. El Festiva se vendió en Japón, América y Oceanía. El nombre Festiva se deriva de la palabra española festivo. No debe confundirse con el Ford Fiesta de tamaño similar.
Diseñado por Mazda utilizando la plataforma Y de la serie B en línea y cuatro motores de DA, el Festiva continuó la tendencia de los Ford construidos y diseñados por Mazda para el mercado de Asia-Pacífico, como el láser y Telstar.
Ensamblados bajo licencia por Kia y con el nombre de Kia Pride se comercializaron, la primera generación del Festiva en Corea del Sur en 1987. Australasia y Europa recibieron la primera versión entre 1987 y 1991 como Mazda 121. A partir de 1991, las unidades para el mercado de Australasia se comercializaron con el nombre de Ford Festiva, mientras que las unidades para el mercado europeo permanecieron con el nombre de "Kia Pride". Kia concluyó la producción del modelo en el año 2000 teniendo las últimas unidades el nombre de Orgullo, si bien SAIPA en Irán ha seguido produciendo este modelo con adaptaciones propias desde 2001. Esta producción es paralela a la segunda generación del Festiva presentado en 1993, y que se comercializó como Ford Aspire en América del Norte y Kia Avella en Corea del Sur y otros mercados. Esta segunda generación se mantuvo en producción hasta el año 2000, mientras que una tercera generación se vendió entre 1996 y 2002 en Japón, siendo meramente una versión del Mazda Demio con distintivos propios y ciertas modificaciones.

## Primera Generación (WA, 1986-1993)

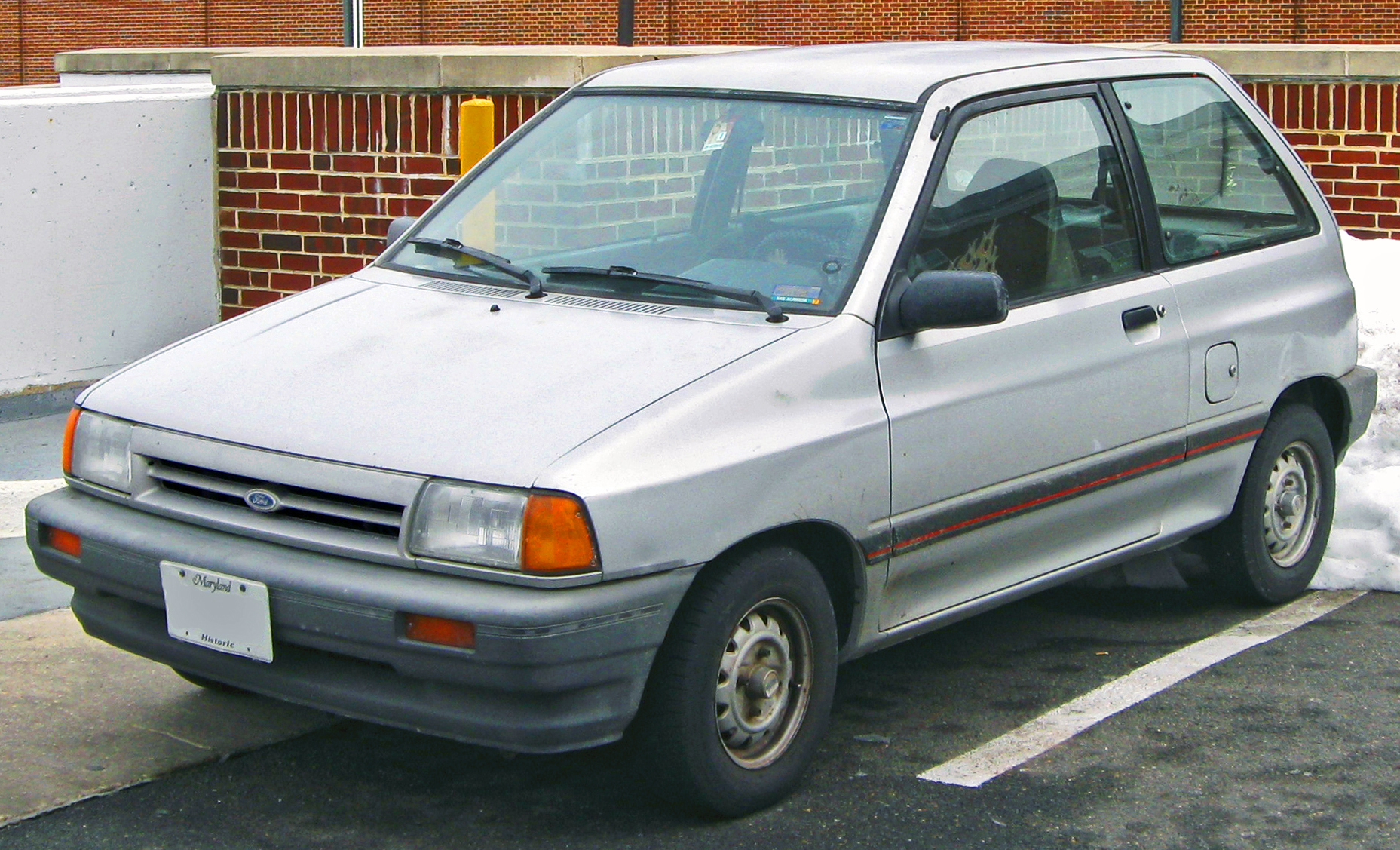
1989 Ford Festiva

La primera generación del Ford Festiva fue diseñado por Mazda en Japón, a petición de la empresa matriz Ford. Mazda diseño y construyó un automóvil de tres puertas con portón trasero; se lanzó en Japón en 1986 bajo el nombre de "Ford Festiva". El Festiva utilizó el diseño de tracción delantera, y su mecánica constaba de dirección de cremallera y piñón, suspensión delantera independiente con puntales, resortes helicoidales y barra estabilizadora, y una suspensión trasera de barra de torsión. En 1989, recibió un inserto de parrilla rediseñada y las lentes de las luces traseras. En Japón, en el lanzamiento, el Festiva de tres puertas se ofrecido en versiones L, L especiales, S, Ghia, y de lona superiores niveles de especificación. El Ford Festiva  fue vendido al por menor en el mercado japonés a través de la red de concesionarios Autorama.

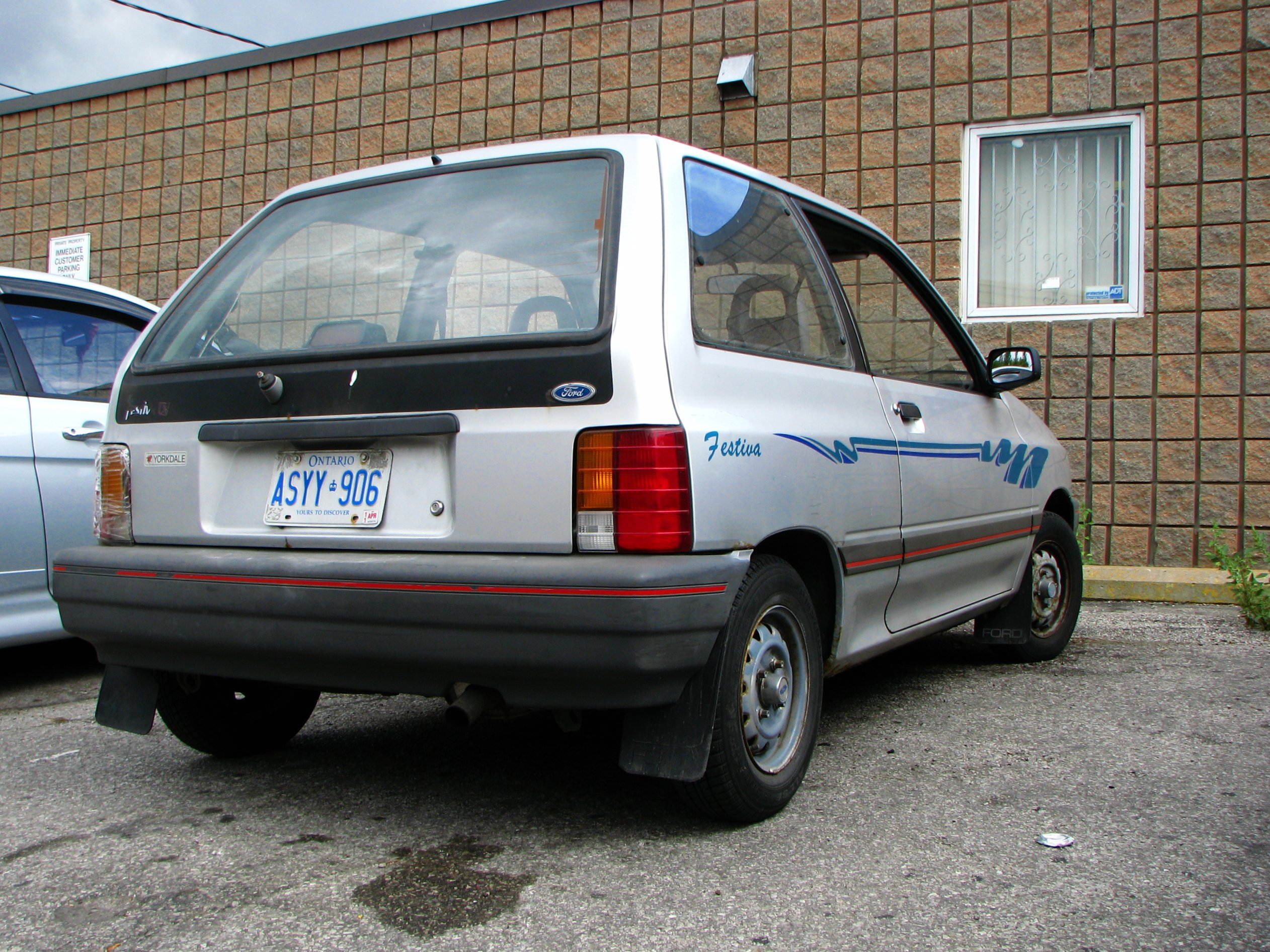
1989 Ford Festiva

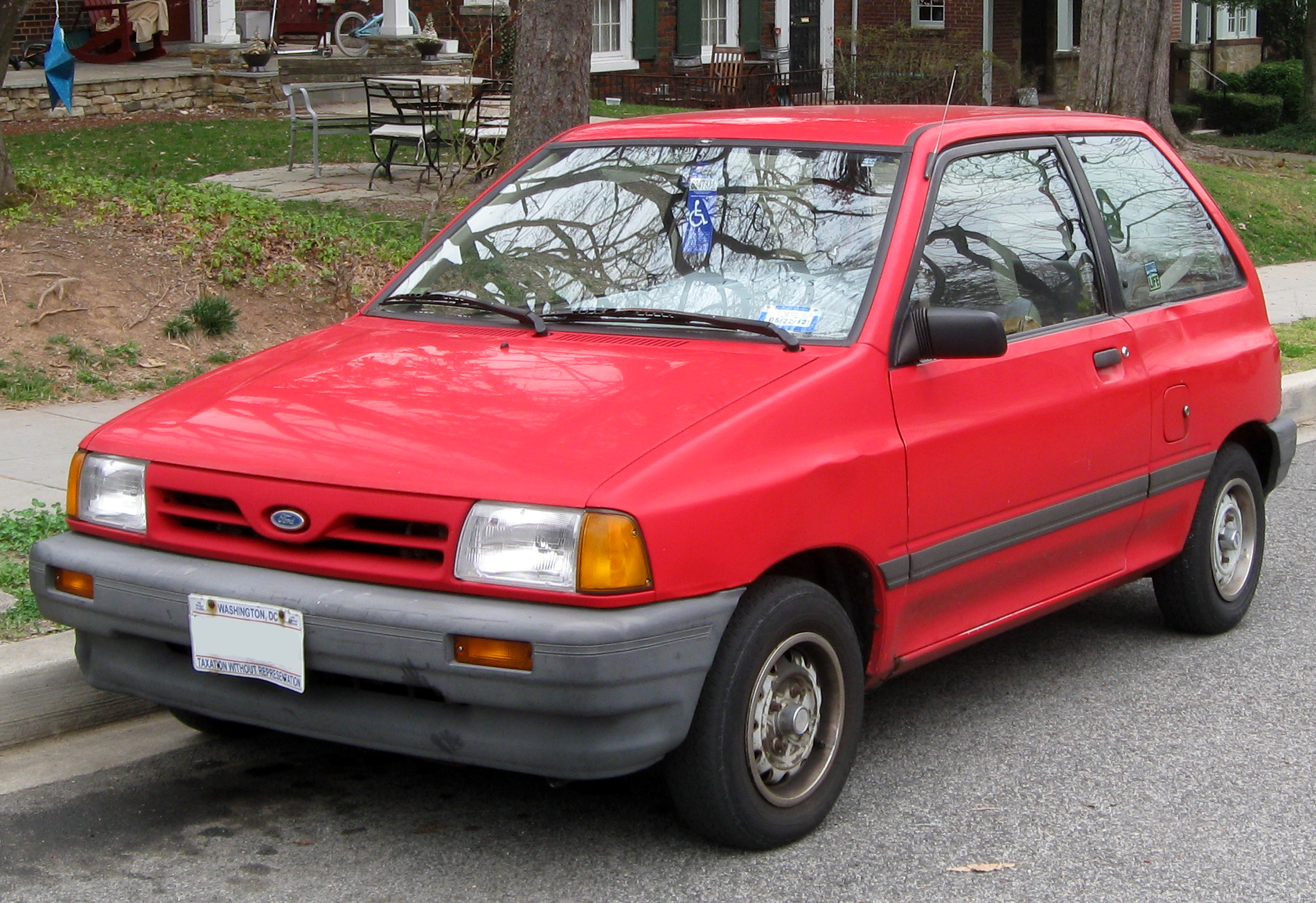
1990 Ford Festiva L Plus

A mediados de 1986, el otro socio de Ford, Kia Motors en Corea del Sur comenzó la producción del Festiva bajo licencia como el "Kia Pride".  A partir de mediados de 1987 para el año modelo 1988, Kia comenzó las exportaciones a Canadá con el nombre de "Ford Festiva", comenzando las ventas en Estados Unidos a finales de 1987. Ford ofreció un motor B3 de cuatro cilindros de 1.3 litros y tres niveles de equipamiento: L, L Plus y LX. Los dos modelos base incluían una transmisión manual de cuatro velocidades con sobremarcha, en la LX contaban con una unidad de cinco velocidades. Tacómetro y volante de posiciones también aparecen en el LX, al igual que los rines de aleación, espejos remotos, asientos de tela y una radio AM / FM con casete. Ford dio a conocer un lifting menor en América del Norte para el modelo del año 1990. Al mismo tiempo, el sistema de suministro de combustible del motor da la transición de carburador a inyección de combustible, y las opciones de transmisión fueron revisadas con una transmisión manual de cinco velocidades de serie y opcional automática de tres velocidades. Ford también sustituyó los cinturones de seguridad delanteros manuales por versiones motorizadas, y cinturones de seguridad traseros manuales de serie. Para el año 1991, los modelos L Plus y LX se combinaron en una sola versión GL. El GL obtuvo riens de aleación y la disponibilidad de un paquete "deportivo". El último modelo 1993 no tuvo ningún cambio. Durante la vida útil del Festiva en los Estados Unidos, Kia exporta aproximadamente 350.000 unidades. El acuerdo que Ford materializó de acuerdo con la estrategia de Kia a mediados de la década de 1980 para llenar progresivamente el vacío en el extremo bajo costo del mercado, poco a poco se abdicó por las marcas japonesas que seguían los modelos más caros con mayores márgenes de beneficio. En comparación con los fabricantes rivales en Japón, y también de Europa y América del Norte, la principal ventaja competitiva de Kia fue su menor pago de mano de obra en Corea del Sur, que se tradujo en coches de bajo precio.
Mazda comenzó a producir el Festiva como el "Mazda 121" para Australia y Europa en 1987, pero este modelo no se vendió al por menor en Japón. La producción del 121 terminó en 1990, y se suspendió oficialmente por Mazda Australia en febrero de 1991. A partir de octubre de 1991, Ford Australia comenzó a importar el coche como el "Ford Festiva" de las instalaciones de producción de Corea del Sur de Kia. Donde el Mazda fue vendido como un hatchback de tres puertas, el Ford fue vendido inicialmente como solo cinco puertas. A partir de enero de 1993, el Festiva de tres puertas, fue lanzado en Australia con el escudo "Festiva Trio". Ambas versiones fueron accionados por el motor B3 1.3 litros con carburador, árbol de levas en cabeza, con la transmisión manual de cinco velocidades; una automática de tres velocidades era opcional para el cinco puertas. El equipamiento estándar en Australia incluyen una radio AM / FM, tacómetro, limpiaparabrisas intermitentes, apertura a distancia de la puerta trasera y el tanque de combustible de relleno posterior, con el aire acondicionado disponible como una opción. Ford suspendió el Festiva en el mercado australiano en marzo de 1994.

## Segunda Generación (WB/WD/WF, 1993-2000)

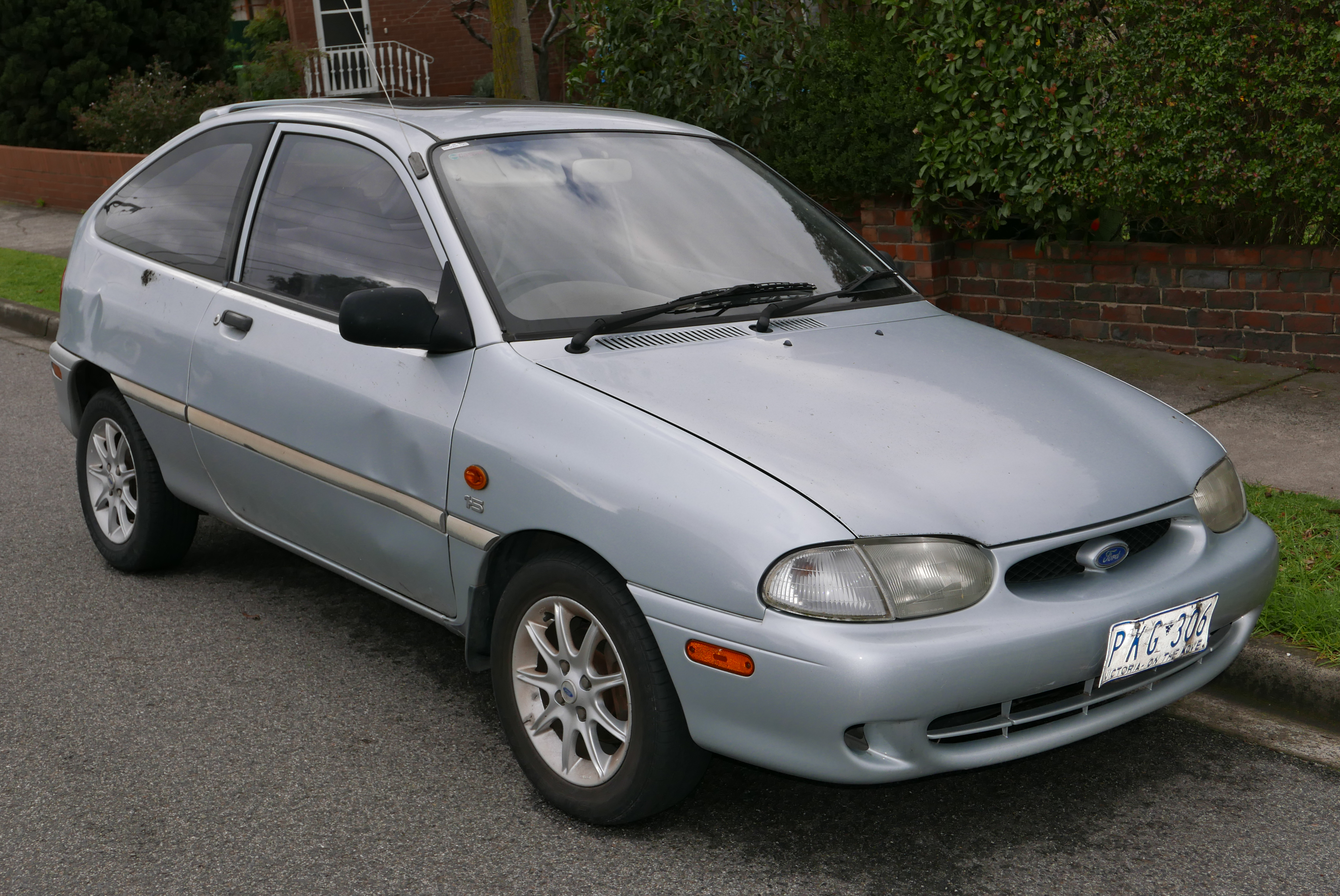
1998 Ford Festiva

El segundo modelo Ford Festiva fue desarrollado conjuntamente entre Kia y Ford, conservando la mayor parte de la transmisión del modelo anterior con un estilo de carrocería más redondeada. Este nuevo Festiva era un poco más largo, más ancho, más aerodinámico, y suspendido por puntales MacPherson en la parte delantera y una barra de torsión en el eje trasero. Si bien se venden en algunos mercados como Festiva segunda generación, Ford cambió el nombre a la "Aspire" en los mercados de América del Norte, donde se ofrece el modelo de cinco puertas por primera vez. En Corea del Sur, el coche tenía la insignia "Kia Avella". La versión sedán se restringió principalmente al mercado de Corea del Sur, aunque también estaba disponible con la insignia Festiva en Taiwán.

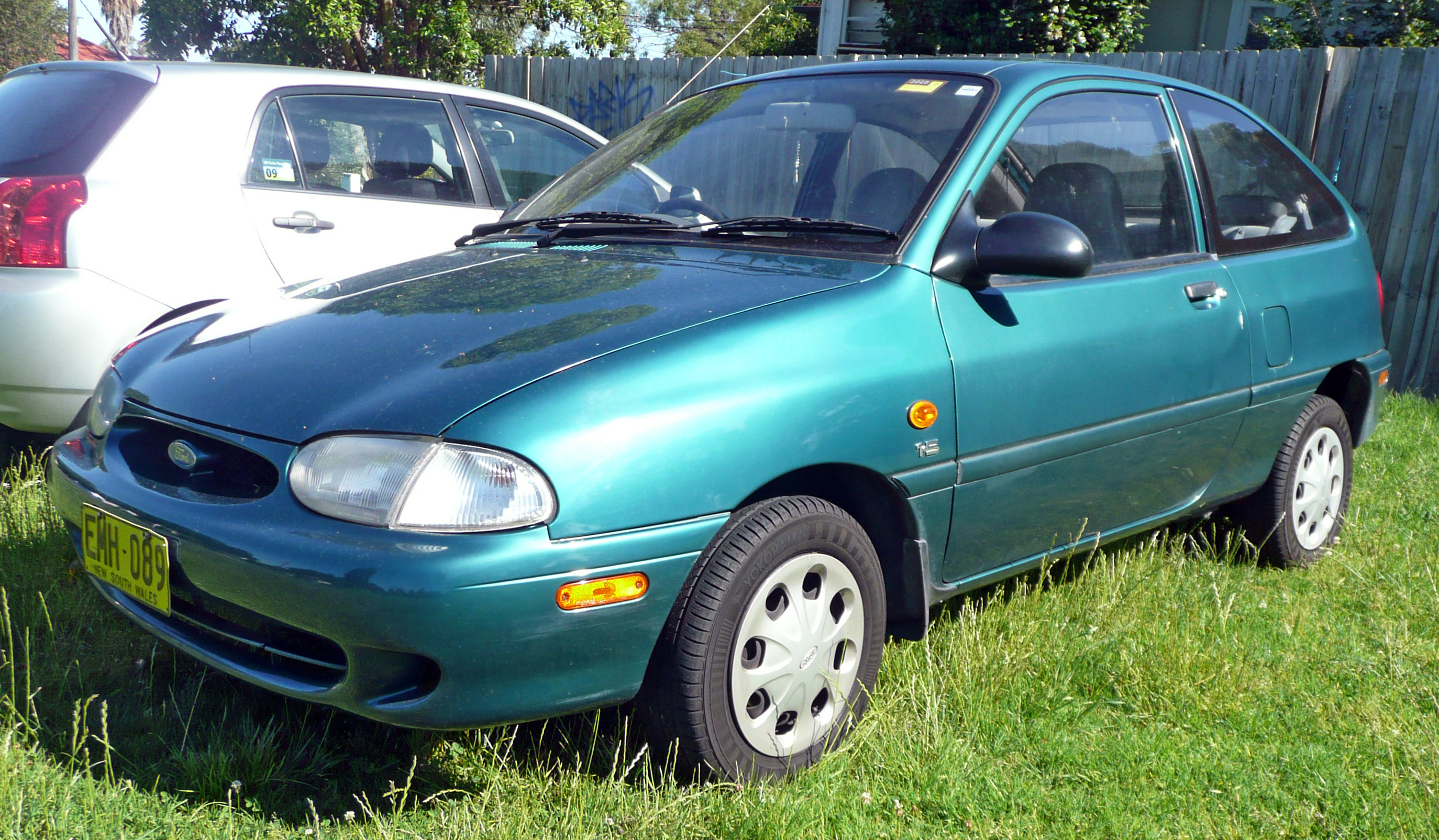
1997 Ford Festiva

En 1997, el Festiva recibió un nuevo parachoques delantero con una parrilla ovalada, faros reformados, y otros cambios menores. El Aspire fue eliminado de la gama Ford en los Estados Unidos después de 1997. La segunda generación de Festiva continuó siendo vendida en Australia hasta el año 2000, cuando fue reemplazado por el Ford Ka. Los Festivas australianos de segunda generación tienen recortes en las luces de posición lateral en cada lado del vehículo al estilo EE. UU. (lado del conductor y del lado del pasajero) en la parte delantera y trasera. En lugar de reflectores anaranjados / luces en los laterales delanteros y reflectores rojos / luces en los laterales traseros, hay reflectores sin luces de color naranja en las cuatro posiciones. Estos reflectores redundantes, junto con el intermitente naranja lateral (que no se requiere en los EE. UU., y no fue incluido en el Aspire) hacen un perfil lateral único. Kia desarrolló su siguiente modelo, el Kia Rio, de forma totalmente independiente, y terminó su relación con Ford.

## Tercera Generación (1996-2002)
En cierto modo, el Festiva vive como el Mazda Demio.
La tercera generación del Ford Festiva consistía en un solo modelo, el "Ford Festiva Mini Wagon", una etiqueta solo para Japón se introdujo en 1996. Este coche de cinco puertas, en realidad una nueva marca Mazda Demio - que era una evolución continua del Mazda 121 - fue Festiva solo de nombre. El cuatro cilindros Demio o Mini Wagon, ofreció un motor 1.3 o 1.5 litros, de cuatro cilindros. El nombre Festiva hizo su última aparición en Japón en 2002. 
Otros iteraciones 
A lo largo de la historia del automóvil, versiones del Ford Festiva aparecieron en Japón, América del Norte, Australia , Nueva Zelanda y varios mercados europeos. En los mercados australianos y europeos a través de los años 1990, Mazda coloca su 121 contra el Festiva original. En algunos mercados internacionales, Kia ofrece el Festiva como el Kia Pride hasta 2000. Kia ofrece la segunda generación del Festiva como el Kia Avella en Corea del Sur.

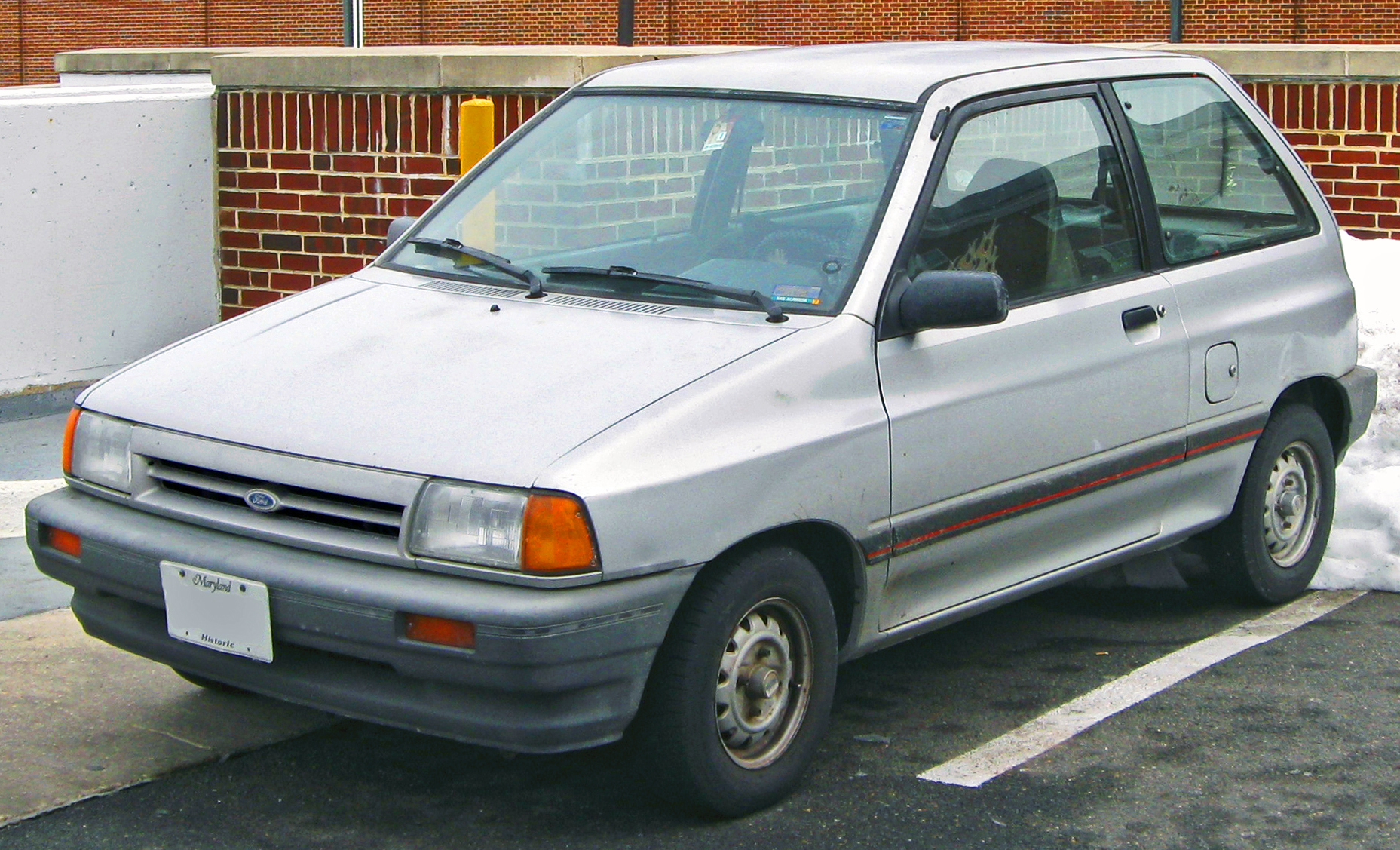
Ford Festiva (WA)
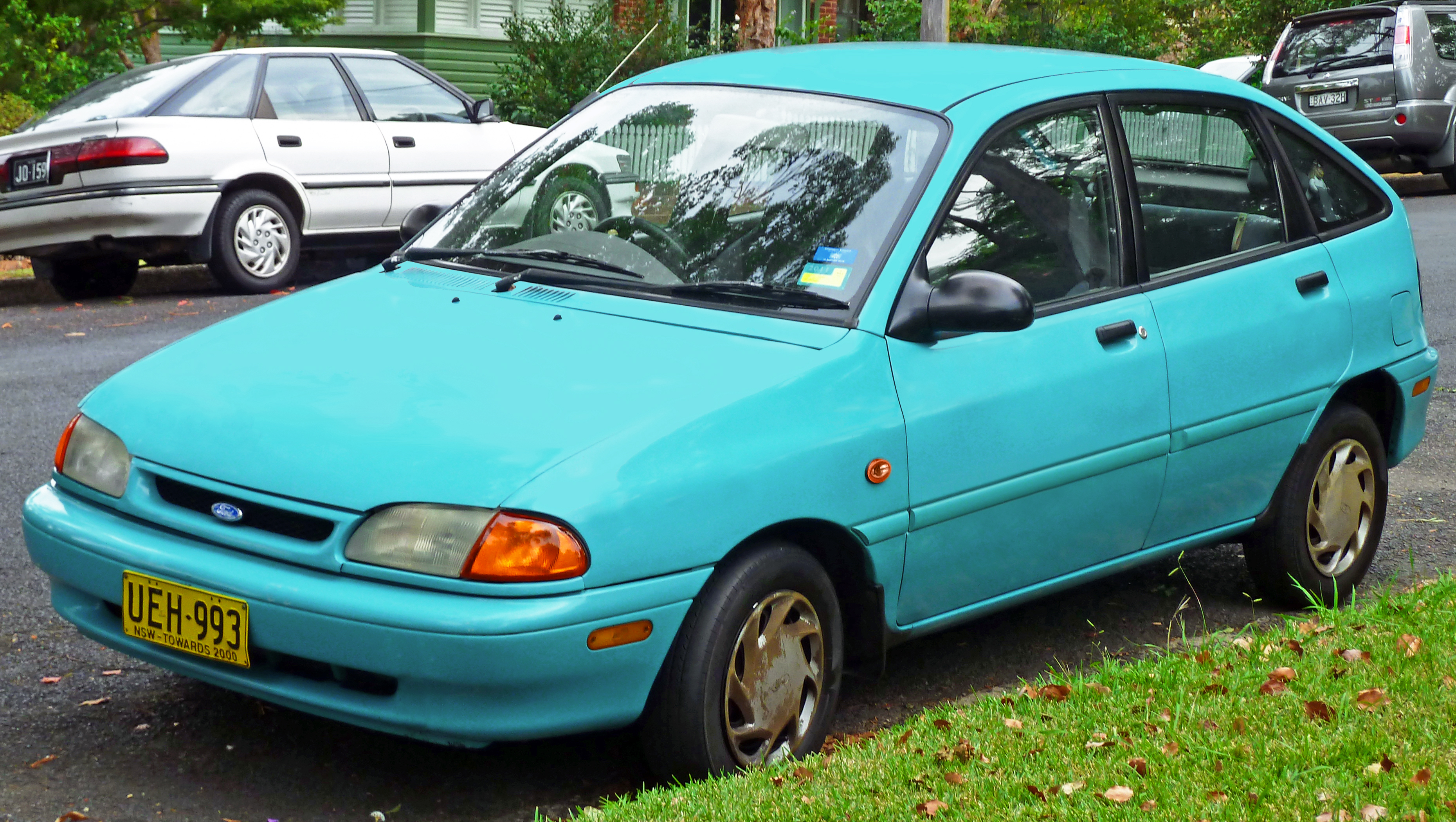
Ford Festiva (WB)
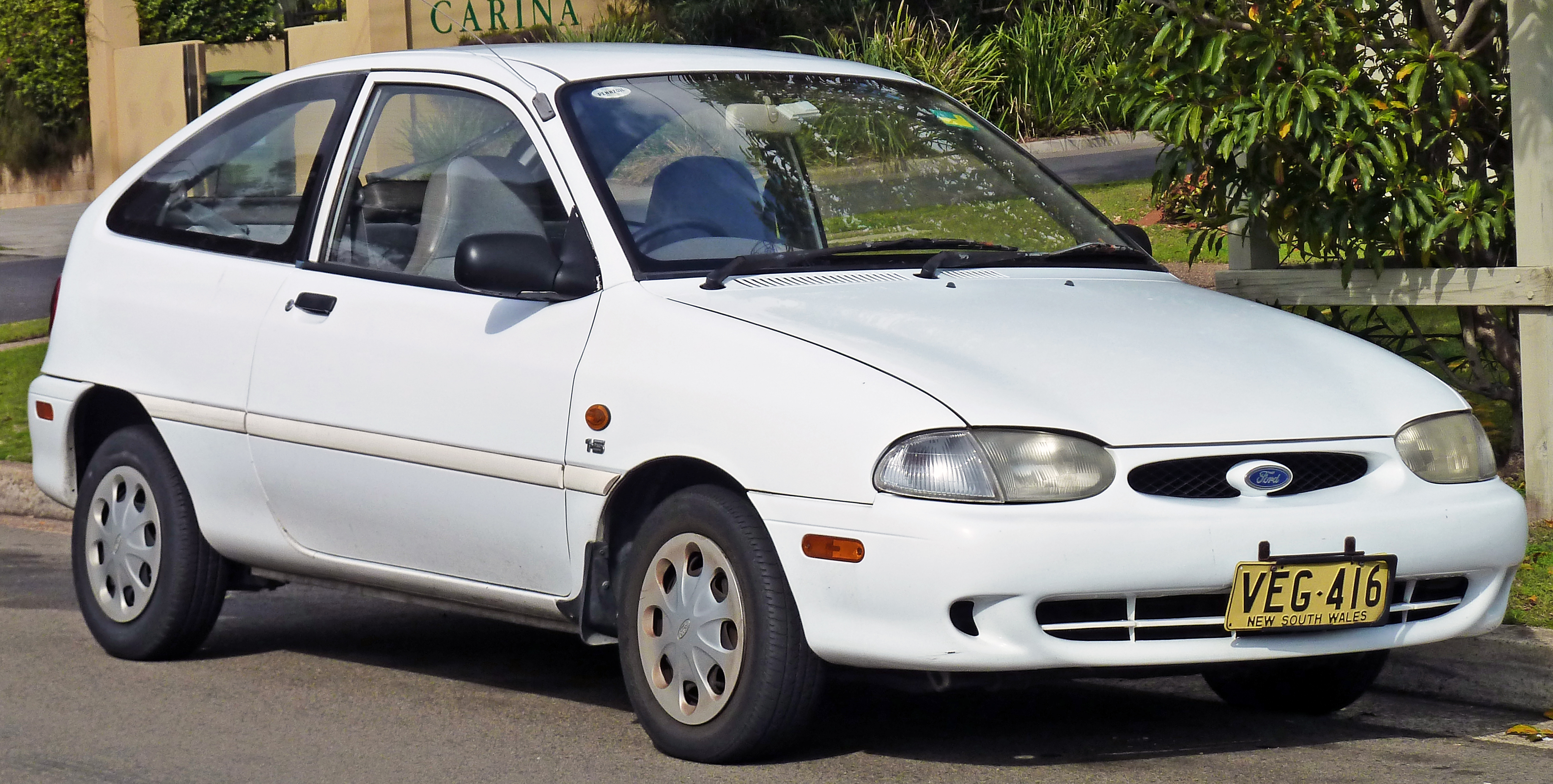
Ford Festiva (WD)